# تییررا ورد (فلوریدا)
تییررا ورد (به انگلیسی: Tierra Verde) یک منطقهٔ مسکونی در ایالات متحده آمریکا است که در شهرستان پاینلاس، فلوریدا واقع شده‌است. تییررا ورد ۱۲٫۶ کیلومتر مربع مساحت و ۳٬۷۲۱ نفر جمعیت دارد و ۱ متر بالاتر از سطح دریا قرار دارد.